# Toxicity (chanson)
Pour les articles homonymes, voir Toxicity.
Singles de System of a Down
Chop Suey! Aerials
Pistes de Toxicity
Shimmy Psycho
Toxicity est une chanson du groupe de rock américain System of a Down, tirée de l'album Toxicity sorti le 4 septembre 2001. Il s'agit de la douzième piste de l'album.
La chanson est sortie en single le 23 janvier 2002, accompagné d'un clip vidéo. En 2006, Toxicity est classée quatorzième de la liste des quarante meilleures chansons de metal selon VH1.

## Liste des titres du single

### Toxicity (maxi-single)
Toutes les paroles sont écrites par Serj Tankian.
| No | Titre              | Musique            | Durée |
| -- | ------------------ | ------------------ | ----- |
| 1. | Toxicity           | Odadjian, Malakian | 3:39  |
| 2. | X (live)           | Malakian           | 3:02  |
| 3. | Suggestions (live) | Malakian           | 2:44  |
| 4. | Marmalade          | Malakian           | 2:59  |
| 5. | Toxicity (video)   | Odadjian, Malakian | 3:43  |

### Toxicity (version "Australian Tour")
Toutes les paroles sont écrites par Serj Tankian.
| No | Titre              | Musique            | Durée |
| -- | ------------------ | ------------------ | ----- |
| 1. | Toxicity           | Odadjian, Malakian | 3:39  |
| 2. | X (Live)           | Malakian           | 3:05  |
| 3. | Suggestions (Live) | Malakian           | 2:44  |
| 4. | Sugar (Video)      | Odadjian, Malakian | 3:28  |

### Toxicity (version britannique)

#### CD1
Toutes les paroles sont écrites par Serj Tankian.
| No | Titre              | Musique            | Durée |
| -- | ------------------ | ------------------ | ----- |
| 1. | Toxicity           | Odadjian, Malakian | 3:42  |
| 2. | X (Live)           | Malakian           | 3:05  |
| 3. | Suggestions (Live) | Malakian           | 2:44  |

#### CD2
| No | Titre                     | Musique            | Durée |
| -- | ------------------------- | ------------------ | ----- |
| 1. | Toxicity                  | Odadjian, Malakian | 3:41  |
| 2. | Marmalade                 | Malakian           | 3:02  |
| 3. | Metro (en) (Berlin cover) | Crawford           | 3:00  |

### Toxicity (édition 7" limité)
Toutes les paroles sont écrites par Serj Tankian.
| No | Titre    | Musique            | Durée |
| -- | -------- | ------------------ | ----- |
| 1. | Toxicity | Odadjian, Malakian | 3:39  |
| 2. | Störagéd | Malakian           | 1:19  |

### Toxicity (single promo)
| No | Titre       | Musique            | Durée |
| -- | ----------- | ------------------ | ----- |
| 1. | Toxicity    | Odadjian, Malakian | 3:39  |
| 2. | Prison Song | Malakian           | 3:21  |
| 3. | X           | Malakian           | 1:58  |